# Bagnisiopsis rhamni
Bagnisiopsis rhamni är en svampart som först beskrevs av Mont. ex Cooke, och fick sitt nu gällande namn av Theiss. & Syd. 1915. Bagnisiopsis rhamni ingår i släktet Bagnisiopsis och familjen Phyllachoraceae.   Inga underarter finns listade i Catalogue of Life.